# چوچیک‌آب
چوچیک‌آب، روستایی از توابع بخش جلگه شوقان شهرستان جاجرم در استان خراسان شمالی ایران است.

## جمعیت
این روستا در دهستان شوقان قرار دارد و براساس سرشماری مرکز آمار ایران در سال ۱۳۸۵، جمعیت آن ۵ نفر (۵خانوار) بوده‌است.